# Jozef van Hoorde
Jozef van Hoorde (Gent, 12 oktober 1843 - 1 juni 1916) was een Belgisch schrijver en journalist.
Na zijn opleiding aan het Atheneum van Gent werd hij in 1862 hulponderwijzer, doch nam in 1866 zijn ontslag om in 1867 redacteur van de Gentsche Mercurius te worden, na eerst gedurende enige maanden als corrector aan de Commerce de Gand en als redacteur aan het Volksbelang verbonden te zijn geweest. In 1870 ging hij over tot de redactie van de Gazette van Gent. Van Hoorde leverde vele bijdragen aan verschillende tijdschriften en kranten. Hij werd voornamelijk bekend als toneelschrijver.